# باروت
باروت به گفته دهخدا همان «بارود» است و می‌گوید در برهان قاطع آمده: به سریانی، شوره را «بارود» گویند… امروزه باروت به دو نوع شناخته میشود: باروت سیاه و باروت بی دود، همچنین عموم مردم هر نوع ماده منفجره یک سلاح نظامی را باروت آن مینامند.
باروت سیاه ماده‌ای است که به‌سرعت می‌سوزد و گاز های داغ تولید میکند از همین رو در گذشته برای سلاح‌های سرپر و نارنجک های دستی بکار برده می شد. باروت سیاه از ترکیب ماده های پتاسیم نیترات، کربن و گوگرد ساخته می‌شود. باروت می‌تواند از زغال وپتاسیم نیترات نیز ساخته شود ولی نه به کیفیتی که با گوگرد مخلوط باشد، زیرا گوگرد خود بسیار قابل احتراق است و زودتر از پتاسیم نیترات و کربن تجزیه میشود که واکنش باروت را بهبود میدهد.
باروت بی دود نوعی باروت است که در قرن نوزدهم توسط پل ولوار ساخت و توسعه داده شد،این نوع باروت احتراق با دود بسیار کم و انرژی بالا دارد عمدتا در سلاح های گرم مدرن بکار میرود و امروزه جایگزین باروت سیاه شده است.
باروت بی دود بر پایه نیتروسلولز است که با فرایند سنتز و نیتراسیون ماده الی سلولز با اسید نیتریک و اسید سولفوریک بدست میاید و در برخی باروت double based با نیتروگلیسرین برای قدرت بیشتر ترکیب میشود.

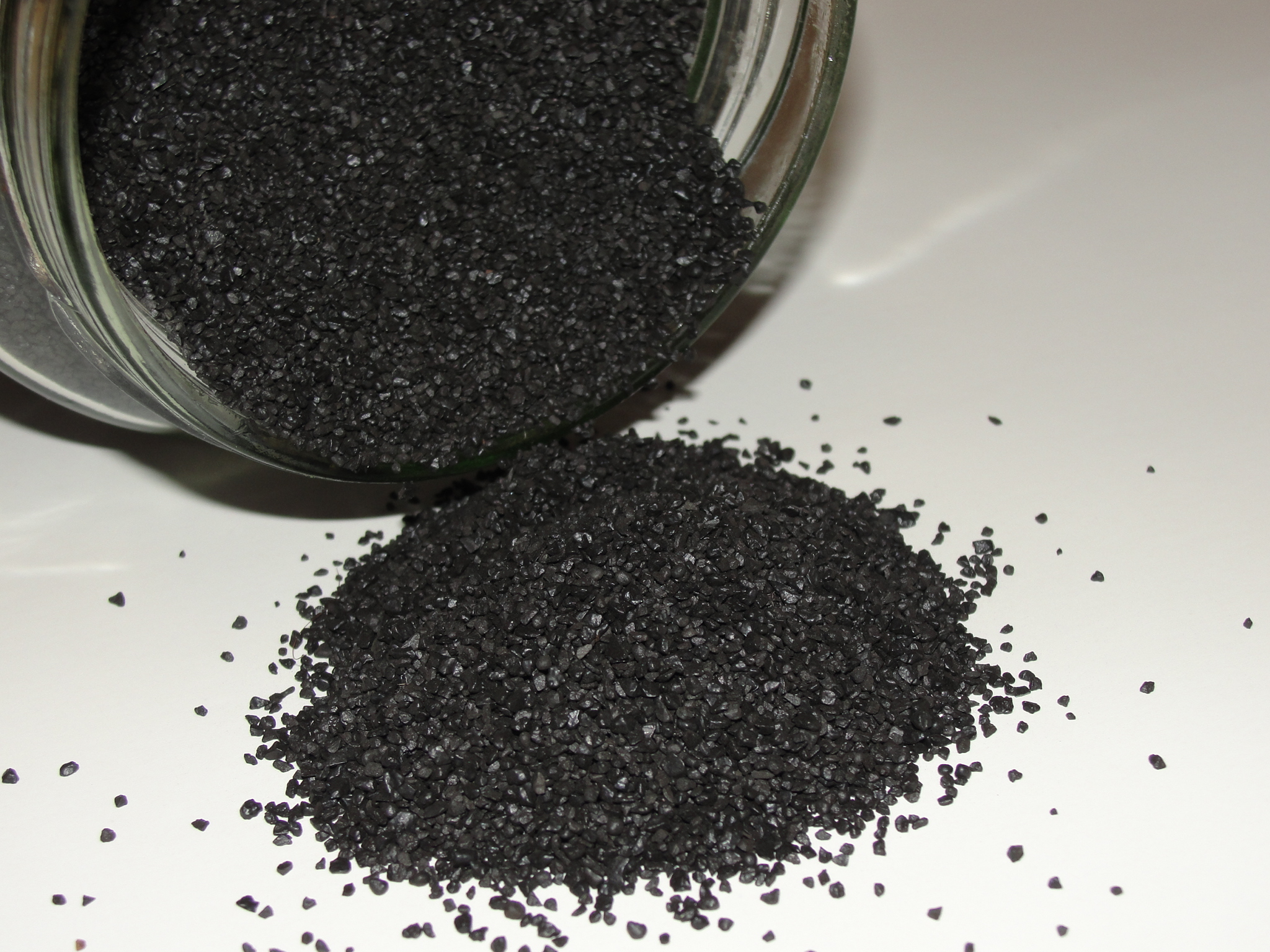
باروت سیاه

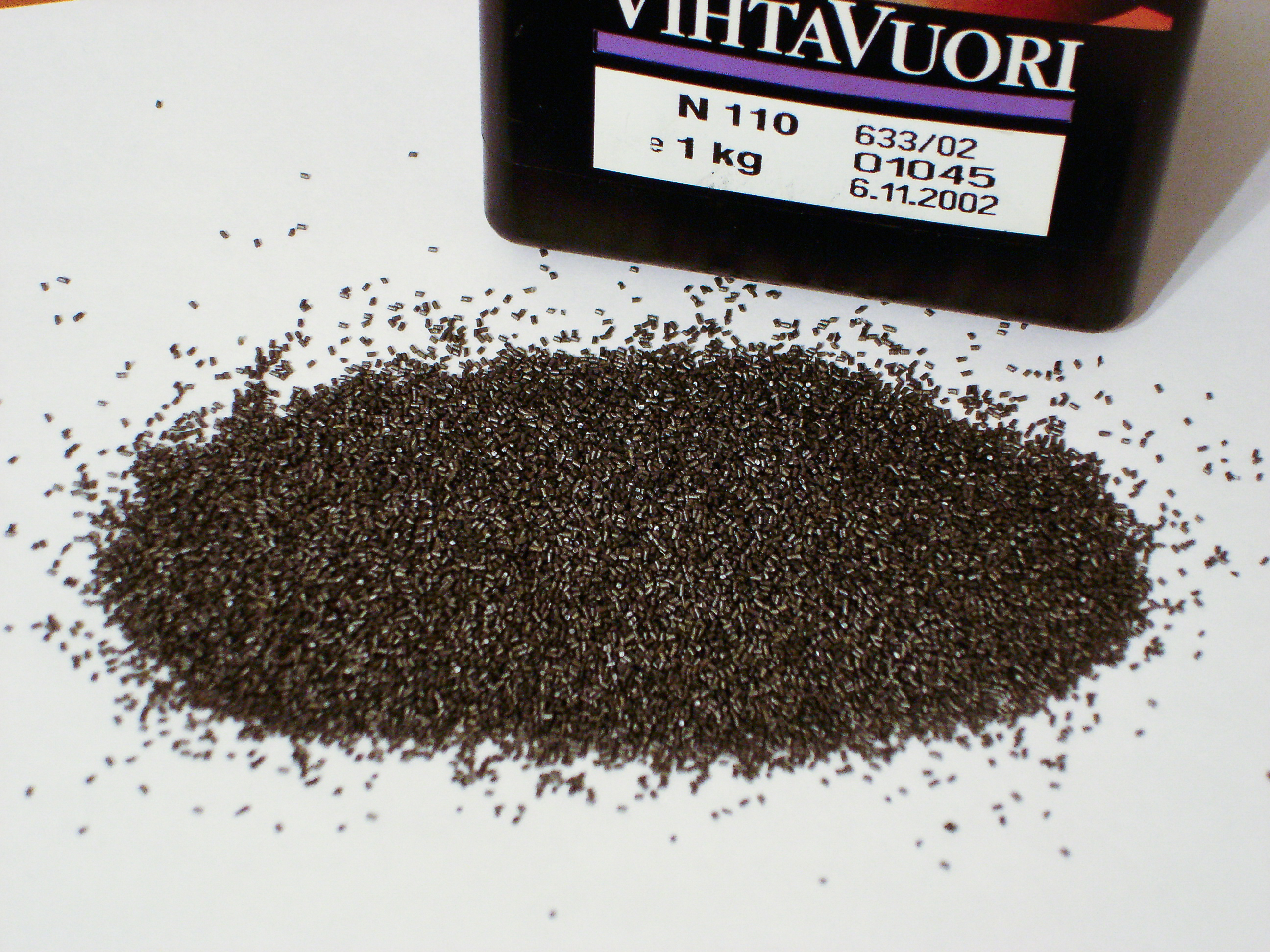
باروت بی دود

باروت سیاه نخستین گونه باروت بود که بدست بشر ساخته شد. اختراع آن را نزدیک به قرن‌های ۷ تا ۹ میلادی به چینی‌ها، و حتی به راجر بیکن (کیمیاگر انگلیسی سدهٔ ۱۳ میلادی) نسبت می‌دهند.

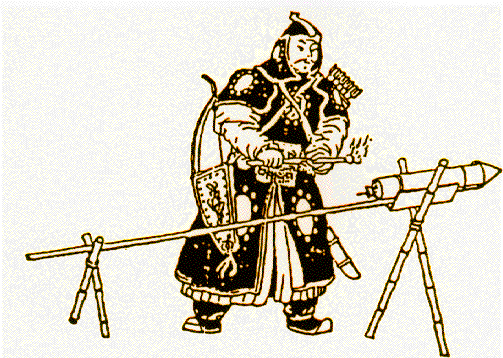
موشک چین باستان

در گذشته از کود کبوتر به دلیل داشتن نیترات‌  از کبوترخانه‌ها جمع‌آوری می‌شد، برای تولید باروت سیاه استفاده می‌کردند. به همین دلیل اقتصادی قابل توجه، تعداد کبوتر خانه در دوران صفوی یکباره چندین برابر شد. از این رو شاه عباس صفوی مالیات نسبتاً سنگینی بر کبوتر خانه‌ها بست.